# Municipio de Rockland (Míchigan)
El municipio de Rockland (en inglés: Rockland Township) es un municipio ubicado en el condado de Ontonagon en el estado estadounidense de Míchigan. En el año 2010 tenía una población de 228 habitantes y una densidad poblacional de 0,94 personas por km².

## Geografía
El municipio de Rockland se encuentra ubicado en las coordenadas 46°40′54″N 89°17′1″O / 46.68167, -89.28361. Según la Oficina del Censo de los Estados Unidos, el municipio tiene una superficie total de 243 km², de la cual 240,22 km² corresponden a tierra firme y (1,15 %) 2,79 km² es agua.

## Demografía
Según el censo de 2010, había 228 personas residiendo en el municipio de Rockland. La densidad de población era de 0,94 hab./km². De los 228 habitantes, el municipio de Rockland estaba compuesto por el 94,3 % blancos, el 0,44 % eran afroamericanos, el 0,44 % eran amerindios y el 4,82 % eran de una mezcla de razas. Del total de la población el 1,75 % eran hispanos o latinos de cualquier raza.